# Tom Bennett (attore)
Tom Bennett (Croydon, 12 dicembre 1969) è un attore e personaggio televisivo britannico, giunto alla notorietà internazionale per la sua interpretazione in Amore e inganni, conquistando il London Critics Circle Film Award all'attore non protagonista dell'anno nel 2016.

## Biografia
Figlio dell'attore Colin appare in molti spettacoli televisivi britannici, debuttando nel 2003 in una serie televisiva, mentre a livello cinematografico attende il 2016.

## Filmografia

### Cinema
- Amore e inganni (Love & Friendship), regia di Whit Stillman (2016)
- Mascots, regia di Christopher Guest (2016)
- Ti presento Patrick (Patrick), regia di Mandie Fletcher (2018)
- Rocketman, regia di Dexter Fletcher (2019)

### Televisione
- PhoneShop – serie TV, 19 episodi (2009-2013)
- A.P. Bio – serie TV, 13 episodi (2018)
- Resistance – miniserie TV (2019)
- After Life – serie TV, 3 episodi (2020-2022)
- Hullraisers – serie TV, 4 episodi (2023)
- House of the Dragon – serie TV (2024)

## Doppiatori italiani
Nelle versioni in italiano delle opere in cui ha recitato, Tom Bennett è stato doppiato da:
- Andrea Lavagnino in Rocketman
- Gianfranco Miranda in Ti presento Patrick
- Nanni Baldini in Amore e inganni
- Francesco Bulckaen in House of the Dragon

## Premi e riconoscimenti
London Critics Circle Film Awards
2016 - Miglior attore non protagonista - Amore e inganni